# Gierejsze
Gierejsze (biał. Гірэйшы; ros. Гирейши) – wieś na Białorusi, w obwodzie witebskim, w rejonie brasławskim, w sielsowiecie Widze.
Inna nazwa miejscowości to Girejsze.

## Historia
W czasach zaborów wieś i folwark w granicach Imperium Rosyjskiego.
W dwudziestoleciu międzywojennym wieś i folwark leżał w Polsce, w województwie nowogródzkim (od 1926 w województwie wileńskim), w powiecie brasławskim, w gminie Dryświaty.
Według Powszechnego Spisu Ludności z 1921 roku zamieszkiwało:
- folwark – 34 osoby, wszystkie były wyznania rzymskokatolickiego i zadeklarowały polską przynależność narodową. Były tu 3 budynki mieszkalne[3]. W 1931 zamieszkiwało tu 25 osób w 3 budynkach[1].
- wieś – 132 osoby, wszystkie były wyznania rzymskokatolickiego. Jednocześnie 129 mieszkańców zadeklarowało polską przynależność narodową a 3 litewską. Było tu 19 budynków mieszkalnych[3]. W 1931 zamieszkiwały tu 124 osoby w 27 budynkach[1].

Miejscowość należała do parafii rzymskokatolickiej w Gajdach. Podlegała pod Sąd Grodzki w m. Turmont i Okręgowy w Wilnie; właściwy urząd pocztowy mieścił się w Dryświatach.

## Zabytki
- cmentarz wojenny z I wojny światowej
- pomnik poświęcony żołnierzom niemieckim z czasu I wojny światowej